# ごきげん2時
『ごきげん2時』（ごきげんにじ）は、1990年10月1日から1991年9月27日まで一部TBS系列局で生放送された毎日放送（MBS）制作のワイドショー。放送時間は毎週月曜 - 金曜 14:00 - 14:55 (JST) 。

## 概要
それまで平日14時台で放送されていた『ワイドYOU』の後継番組で、毎日放送の本社機能が千里丘から茶屋町へ移転してから最初に立ち上げられたワイドショーである。司会を務めた笑福亭仁鶴にとっては久しぶりに担当する帯番組だった。

## 出演者
- 笑福亭仁鶴
- 鈴江香（毎日放送アナウンサー）
- ほか

## ネット局
選抜高等学校野球大会中継期間中は、制作局のみ試合中止時を除き休止し、ネット局に向けて裏送りで放送した。
- 毎日放送（MBS）- 製作局。
- テレビユー山形（TUY）
- 東北放送（TBC）
- 新潟放送（BSN）
- 信越放送（SBC）
- 静岡放送（SBS）
- テレビユー富山（TUT、現：チューリップテレビ）
- 山陽放送（RSK、現：RSK山陽放送）
- 中国放送（RCC）
- 南日本放送（MBC）[3]